# Mistrzostwa Świata w Zapasach 1999
47. Mistrzostwa Świata w Zapasach rozegrano w 1999 roku. Zawody w stylu klasycznym odbyły się w Atenach (Grecja), a w stylu wolnym w Ankarze (Turcja). Kobiety rywalizowały w mieście Boden (Szwecja).

## Tabela medalowa
| Lp. | Państwo           |   |   |   | Razem |
| --- | ----------------- | - | - | - | ----- |
| 1   | Rosja             | 4 | 3 | 2 | 9     |
| 2   | Stany Zjednoczone | 3 | 2 | 1 | 6     |
| 3   | Korea Południowa  | 3 | 2 | 0 | 5     |
| 4   | Kuba              | 3 | 1 | 0 | 4     |
|     | Japonia           | 3 | 1 | 0 | 4     |
| 6   | Turcja            | 2 | 1 | 2 | 5     |
| 7   | Kanada            | 1 | 1 | 1 | 3     |
| 8   | Francja           | 1 | 1 | 0 | 2     |
|     | Kazachstan        | 1 | 1 | 0 | 2     |
| 10  | Ukraina           | 1 | 0 | 1 | 2     |
| 11  | Niemcy            | 0 | 3 | 1 | 4     |
| 12  | Chiny             | 0 | 2 | 1 | 3     |
|     | Iran              | 0 | 2 | 1 | 3     |
| 14  | Uzbekistan        | 0 | 1 | 2 | 3     |
| 15  | Polska            | 0 | 1 | 1 | 2     |
| 16  | Bułgaria          | 0 | 0 | 2 | 2     |
|     | Szwecja           | 0 | 0 | 2 | 2     |
| 18  | Białoruś          | 0 | 0 | 1 | 1     |
|     | Grecja            | 0 | 0 | 1 | 1     |
|     | Izrael            | 0 | 0 | 1 | 1     |
|     | Kirgistan         | 0 | 0 | 1 | 1     |
|     | Norwegia          | 0 | 0 | 1 | 1     |

## Medale

### Mężczyźni

#### Styl wolny
| Konkurencja |                    |                        |                    |
| ----------- | ------------------ | ---------------------- | ------------------ |
| 54 kg       | Kim Woo-yong       | Adhamjon Ochilov       | Ołeksandr Zacharuk |
| 58 kg       | Harun Doğan        | Alireza Dabir          | Damir Zachartdinow |
| 63 kg       | Elbrus Tedejew     | Jang Jae-seong         | Ramil Isłamow      |
| 69 kg       | Daniel Igali       | Lincoln McIlravy       | Yüksel Şanlı       |
| 76 kg       | Adam Sajtijew      | Alexander Leipold      | Adem Bereket       |
| 85 kg       | Yoel Romero        | Chadżymurad Magomiedow | Les Gutches        |
| 97 kg       | Sagid Murtazalijew | Ali Reza Hejdari       | Marek Garmulewicz  |
| 130 kg      | Stephen Neal       | Andriej Szumilin       | Abbas Dżadidi      |

#### Styl klasyczny
| Konkurencja |                     |                      |                        |
| ----------- | ------------------- | -------------------- | ---------------------- |
| 54 kg       | Lázaro Rivas        | Ha Tae-yeon          | Alfred Ter-Mykyrtczian |
| 58 kg       | Kim In-seop         | Jurij Mielniczenko   | Armen Nazarian         |
| 63 kg       | Mychitar Manukian   | Şeref Eroğlu         | Micha’el Bajlin        |
| 69 kg       | Son Sang-pil        | Aleksandr Trietjakow | Uładzimir Kapytau      |
| 76 kg       | Nazmi Avluca        | Yvon Riemer          | Dimitrios Awramis      |
| 85 kg       | Luis Enrique Méndez | Thomas Zander        | Raatbek Sanatbajew     |
| 97 kg       | Gogi Koguaszwili    | Andrzej Wroński      | Mikael Ljungberg       |
| 130 kg      | Aleksandr Karielin  | Héctor Milián        | Serghei Mureico        |

### Kobiety

#### Styl wolny
| Konkurencja |                      |                |                    |
| ----------- | -------------------- | -------------- | ------------------ |
| 46 kg       | Patricia Saunders    | Zhong Xiu’e    | Inga Karamczakowa  |
| 51 kg       | Seiko Yamamoto       | Erica Jo Sharp | Gao Yanzhi         |
| 56 kg       | Anna Gomis           | Mariko Shimizu | Gudrun Høie        |
| 62 kg       | Ayako Shōda          | Meng Lili      | Lotta Andersson    |
| 68 kg       | Sandra Atsuko Bacher | Anita Schätzle | Anna Szamowa       |
| 75 kg       | Kyōko Hamaguchi      | Kristie Marano | Christine Vierling |